# Cyclisme aux Jeux asiatiques de 2010
Navigation
2006 2014
Les compétitions de cyclisme des Jeux asiatiques de 2010 se sont déroulées du 13 au 23 novembre, à  Guangzhou en Chine.

## Podiums

### Cyclisme sur route
| Épreuves                | Or                           | Argent                      | Bronze                      |
| ----------------------- | ---------------------------- | --------------------------- | --------------------------- |
| Compétitions masculines |                              |                             |                             |
| Course en ligne         | Wong Kam Po Hong Kong        | Takashi Miyazawa Japon      | Zou Rongxi Chine            |
| Contre-la-montre        | Choe Hyeong-min Corée du Sud | Eugen Wacker Kirghizistan   | Hossein Askari Iran         |
| Compétitions féminines  |                              |                             |                             |
| Course en ligne         | Hsiao Mei-Yu Taipei chinois  | Santia Tri Kusuma Indonésie | Zhao Na Chine               |
| Contre-la-montre        | Lee Min-Hye Corée du Sud     | Jiang Fan Chine             | Chanpeng Nontasin Thaïlande |

### Cyclisme sur piste
| Épreuves                | Or                                                                | Argent                                                            | Bronze                                                         |
| ----------------------- | ----------------------------------------------------------------- | ----------------------------------------------------------------- | -------------------------------------------------------------- |
| Compétitions masculines |                                                                   |                                                                   |                                                                |
| Keirin                  | Azizulhasni Awang Malaisie                                        | Josiah Ng Onn Lam Malaisie                                        | Zhang Miao Chine                                               |
| Vitesse individuelle    | Zhang Lei Chine                                                   | Tsubasa Kitatsuru Japon                                           | Yudai Nitta Japon                                              |
| Vitesse par équipes     | Chine Zhang Lei Zhang Miao Cheng Changsong                        | Japon Kazunari Watanabe Yudai Nitta Kazuya Narita                 | Iran Farshid Farsinejadian Mahmoud Parash Hassan Ali Varposhti |
| Poursuite individuelle  | Jang Sun-jae Corée du Sud                                         | Cheung King Lok Hong Kong                                         | Li Wei Chine                                                   |
| Poursuite par équipes   | Corée du Sud Cho Ho-sung Hwang In-hyeok Jang Sun-jae Park Seon-ho | Hong Kong Ho Ting Kwok Ki Ho Choi King Wai Cheung Cheung King Lok | Chine Xiao Jiang Wei Li Mingwei Wang Jie Wang                  |
| Course aux points       | Vladimir Tuychiev Ouzbékistan                                     | Wong Kam Po Hong Kong                                             | Mahdi Sohrabi Iran                                             |
| Compétitions féminines  |                                                                   |                                                                   |                                                                |
| 500 mètres              | Lee Wai Sze Hong Kong                                             | Guo Shuang Chine                                                  | Hsiao Mei Yu Taipei chinois                                    |
| Vitesse individuelle    | Guo Shuang Chine                                                  | Junhong Lin Chine                                                 | Lee Wai Sze Hong Kong                                          |
| Poursuite individuelle  | Jiang Fan Chine                                                   | Lee Min-hye Corée du Sud                                          | Wu Chaomei Chine                                               |
| Course aux points       | Xin Liu Chine                                                     | Wan Yiu Wong Hong Kong                                            | Chanpeng Nontasin Thaïlande                                    |

### VTT
| Épreuves                | Or                       | Argent               | Bronze              |
| ----------------------- | ------------------------ | -------------------- | ------------------- |
| Compétitions masculines |                          |                      |                     |
| Cross-country           | Chan Chun Hing Hong Kong | Kohei Yamamoto Japon | Duan Zhiqiang Chine |
| Compétitions féminines  |                          |                      |                     |
| Cross-country           | Ren Chengyuan Chine      | Shi Qinglan Chine    | Rie Katayama Japon  |

### BMX
| Épreuves                | Or                    | Argent                 | Bronze                |
| ----------------------- | --------------------- | ---------------------- | --------------------- |
| Compétitions masculines |                       |                        |                       |
| Course                  | Wong Steven Hong Kong | Akifumi Sakamoto Japon | Masahiro Sampei Japon |
| Compétitions féminines  |                       |                        |                       |
| Course                  | Ma Liyun Chine        | Ayaka Miwa Japon       | Yue Cong Chine        |

## Tableau des médailles
| Rang  | Nation         | Or | Argent | Bronze | Total |
| ----- | -------------- | -- | ------ | ------ | ----- |
| 1     | Chine          | 7  | 4      | 8      | 19    |
| 2     | Hong Kong      | 4  | 4      | 1      | 9     |
| 3     | Corée du Sud   | 4  | 1      | 0      | 5     |
| 4     | Malaisie       | 1  | 1      | 0      | 2     |
| 5     | Taipei chinois | 1  | 0      | 1      | 2     |
| 6     | Ouzbékistan    | 1  | 0      | 0      | 1     |
| 7     | Japon          | 0  | 6      | 3      | 9     |
| 8     | Indonésie      | 0  | 1      | 0      | 1     |
| 8     | Kirghizistan   | 0  | 1      | 0      | 1     |
| 10    | Iran           | 0  | 0      | 3      | 3     |
| 11    | Thaïlande      | 0  | 0      | 2      | 2     |
| Total | Total          | 18 | 18     | 18     | 54    |